# 刺子莞核黑粉菌
刺子莞核黑粉菌（学名：Cintractia scleriae）是属于黑粉菌目黑粉菌科核黑粉菌属的一种真菌，寄生在刺子莞属植物上。该种分布于台湾等地。